# Sue Marx
Suzanne Elaine Marx (de soltera Gothelf; Yonkers, 17 de noviembre de 1930-Birmingham, 17 de julio de 2023) fue una directora y productora de documentales estadounidense. Ganó el Óscar al mejor documental corto en 1987.

## Primeros años y educación
Marx nació en Yonkers, Nueva York, el 17 de noviembre de 1930, hija del artista Louis Gothelf y su esposa Leona. Creció en Wisconsin e Indiana y estudió en la Universidad de Indiana, donde se graduó en 1952.

## Carrera
Después de la universidad, Marx trabajó en una agencia de publicidad en Chicago antes de mudarse a Detroit. En 1953 se casó con Stanley «Hank» Marx, un hombre de negocios activo en la escena cultural de la ciudad, y tuvo con él tres hijas entre 1955 y 1959. Enseñó inglés en el distrito escolar de Royal Oak y obtuvo una maestría en sociología de la Universidad Estatal Wayne. También fue modelo, lo que generó interés detrás de la cámara. Después de convertirse en fotógrafa independiente, sus retratos de Martin Luther King y Rosa Parks aparecieron en libros y exposiciones de arte.
En la década de 1970, Marx era productor de noticias para WDIV-TV. En 1980, fundó su productora Sue Marx Films, Inc. en Detroit. Hizo documentales sobre la vida en Detroit. Uno de ellos, Young at Heart, basada en su padre, ganó el Óscar al mejor documental corto en 1987. La película documenta el romance de dos octogenarios que más tarde se casarían: el padre artista viudo de Marx, Lou Gothelf, y su colega artista Reva Shwayder. En 2011, recibió el premio Michigan Filmmaker en el Festival de Cine de Traverse City.

## Vida personal
Marx murió en su casa de Birmingham, Míchigan, el 17 de julio de 2023, a la edad de 92 años.